# Gardegan-et-Tourtirac
Gardegan-et-Tourtirac é uma comuna francesa na região administrativa da Nova Aquitânia, no departamento da Gironda. Estende-se por uma área de 9,52 km². Em 2010 a comuna tinha 284 habitantes (densidade: 29,8 hab./km²).